# Meiocardia
Meiocardia ist eine Muschel-Gattung aus der Familie der Zungenmuscheln (Glossidae). Es gibt derzeit (2016) nur noch sechs rezente Arten. Die ältesten Arten stammen aus dem Danium (Paläogen).

## Merkmale
Die gleichklappigen, stark aufgeblähten Gehäuse erreichen eine Größe bis zu sechs Zentimetern. Sie sind im Umriss annähernd gerundet-dreieckig und sind ungleichseitig. Die stark eingerollten Wirbel sind etwas zum Vorderende hin versetzt. Die Lunula ist eingesenkt, eine Area fehlt.
Im heterodonten Schloss sind in jeder Klappe zwei horizontale, lamellare und übereinander angeordnete Kardinalzähne unterschiedlicher Form und Länge vorhanden, die durch eine Grube voneinander getrennt sind. Außerdem ist noch in beiden Klappen je ein hinterer Lateralzahn nach dem Hinterende vorhanden. Das Ligament befindet sich extern hinter den Wirbeln und sitzt in einer tiefen Grube. Die Lunula ist eingesenkt. Die Nymphen sind lang und hervortretend.
Die aragonitische Schale ist sehr dickwandig und stabil. Der innere Gehäuserand ist glatt. Die äußere Schalenschicht ist homogen oder besteht aus Kreuzlamellen, die innere Schicht ist komplex-kreuzlamellar. Die zwei Schließmuskeln sind annähernd gleich groß. Die Mantellinie ist ganzrandig und nicht eingebuchtet. Es sind keine Siphonen ausgebildet. Der Fuß ist beilförmig und besitzt einen Byssus. Große Gehäuse sind bis zu sechs Zentimeter groß. Die Oberfläche ist mit groben konzentrischen Gruben und Wülsten oder Rippen ornamentiert. Vom Umbo zieht sich jeweils ein mit Knoten besetzter scharfer Kiel zum unteren Gehäuserand, etwa zum Bereich Übergang Hinterrand zum Ventralrand.

## Geographische Verbreitung und Lebensraum
Die Arten der Gattung kommen bzw. kamen weltweit vor. Heutige Arten sind meist auf das flachere Wasser, von der Niedrigwasserlinie bis in wenige Zehnermeter Wassertiefe beschränkt.

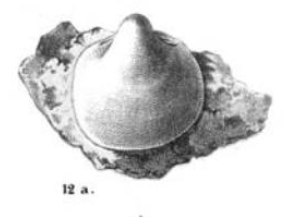
Meiocardia faxeensis (Lundgren, 1867), Faxe-Formation, Mittleres Danium

## Taxonomie
Meiocardia wurde 1858 von den Brüdern Henry Adams und Arthur Adams als Untergattung der Gattung Bucardia aufgestellt. Bucardia Schumacher, 1817 ist ein jüngeres Synonym von Glossus Poli, 1795. Henry und Arthur Adams bestimmten keine Typusart, nannten in ihrer Beschreibung aber vier Arten als zugehörig zu ihrer neuen Untergattung: Isocardia lamarckii Reeve, 1845, Chama moltkiana Gmelin, 1791, Isocardia tetragona Adams & Reeve, 1850 und Isocardia vulgaris Reeve, 1845. Später (1870) bestimmte Ferdinand Stoliczka Chama moltkiana Gmelin, 1791 zur Typusart. MolluscaBase behandelt Meiocardia als gültiges Taxon innerhalb der Familie der Zungenmuscheln (Glossidae). Es werden auch eine ganze Reihe von fossilen Arten zur Gattung Meiocardia gestellt. Im Wesentlichen wird hier der Worldwide Mollusc Species Database gefolgt, mit einigen Ergänzungen aus der jüngeren Literatur.
- - †Meiocardia colombiana Clark & J.W. Durham, 1946 (Eozän)[6]
  - Meiocardia cumingi (Arthur Adams, 1864)[7]
  - †Meiocardia faxeensis (Lundgren, 1867) (Danium)[2][8]
  - †Meiocardia floridana (Dall, 1900) (Syn. Meiocardia palmerae Nicol, 1968)[9]
  - †Meiocardia harpa (Goldfuss, 1840) (Miozän)[10]
  - Meiocardia hawaiana Dall, Bartsch & Rehder, 1938
  - Meiocardia moltkiana (Gmelin, 1791)[11]
  - †Meiocardia moltkianoides (Bellardi, 1842) (Pliozän)[12]
  - †Meiocardia metavulgaris Noetling, 1900 (Neogen)
  - Meiocardia samarangiae Bernard, Cai & Morton, 1993 (nom. novum pro Isocardia tetragona Adams & Reeve, 1850 not Koch & Dunker, 1837)[13]
  - Meiocardia sanguineomaculata (Dunker, 1882)
  - Meiocardia vulgaris (Reeve, 1845)[1]

Die Art †Meiocardia agassizi Dall 1886 aus dem Miozän, die von Peter Jung zur Gattung Meiocardia gestellt wird, wird heute in der Gattung Glossocardia (Familie Trapezidae) geführt. Auch †Meiocardia carolinae Harris, 1919 (Eozän) und wahrscheinlich auch †Meiocardia suzukii Squires & Advocate, 1986 (Eozän) gehören in die Gattung Glossocardia.
Die von A. Matsukuma und T. Habe 1995 neu aufgestellte Art Meiocardia globosa ist ein jüngeres Synonym von Meiocardia cumingi (A. Adams, 1864). Bernard et al. (1993) akzeptieren Meiocardia lamarckii Adams & Reeve, 1850 als gültiges Taxon. Die MolluscaBase stellt Meiocardia lamarckii dagegen in die Synonymie von Meiocardia moltkiana. Auch Meiocardia delicata Kosuge & Kage, 1994 wird von MolluscaBase in die Synonymie von Meiocardia moltkiana gestellt.

## Belege